# Soave Superiore
 (novembre 2019).
Si vous disposez d'ouvrages ou d'articles de référence ou si vous connaissez des sites web de qualité traitant du thème abordé ici, merci de compléter l'article en donnant les références utiles à sa vérifiabilité et en les liant à la section « Notes et références ».
Le soave superiore est un vin blanc italien AOP (DOCG) dont la production est admise dans la province de Vérone. 
Plus précisément, il est produit dans la zone collinaire des communes de Soave, Monteforte d'Alpone, San Martino Buon Albergo, Mezzane di Sotto, Roncà, Montecchia di Crosara, San Giovanni Ilarione, Cazzano di Tramigna, Colognola ai Colli, Illasi et Lavagno. 

## Histoire
La région de Soave était, déjà en époque romaine un « pagus », c’est-à-dire une circonscription territoriale rurale, connue pour sa bonne position géographique et pour l’intensité de la culture de la vigne. Un important témoignage de la culture viticole de cette région au Moyen Âge, qui apparaît sur une pierre tombale du palais de justice de Soave est daté 1375.
Les premières mesures de protection des vins typiques eurent lieu en 1924 et elles conduisirent à la fondation du Consortium pour la protection du vin typique Soave. En octobre 1931, fut identifiée la première aire délimitée pour la production du « Vin Typique Soave ».
L’appellation IGP (DOC) est établie pour ce vin par le décret présidentiel de 20 mai 1968, tandis que l’appellation AOP (DOCG) est établie par le décret ministériel de 29 octobre 2001.

## Situation géographique

### Géologie
Les sols se constituent, dans la plupart des cas, de substrats de roches basaltiques décomposées. Ces dernières sont à l’origine des sols argileux siliceux peu alcalins, riches en matières minérales, bien drainés. Les sols présentent en outre une bonne capacité de stocker les ressources hydriques au cours de l’année.

### Climatologie
En ce qui concerne la situation climatique, l’aire de Soave bénéficie d’un climat doux et tempéré. Les précipitations annuelles, allant de 700 à 1 000 mm, se concentrent généralement au printemps et en automne. Les vignes sont exposées vers l’est, le sud et l’ouest.

## Encépagement
Dans la production du vin soave superiore, les cépages utilisés principalement sont les suivants : le Garganega, dans les proportions de 70 à 100 %, le Trebbiano di Soave, dans la proportion de 30 % et le Chardonnay dans la même proportion que le premier. 
Les cépages à baie blanche admis à la culture dans la province de Vérone peuvent être également utilisés dans une proportion n’excédant pas 30 % et en respectant la limite de 5 % pour chaque cépage utilisé.
Le Garganega n’appartient pas à la catégorie des cépages aromatiques ; il offre plutôt un petit patrimoine d'arômes, parmi lesquels les arômes d’amande et de fleurs blanches se distinguent. Il ne se caractérise pas par une acidité prépondérante ; au contraire, un intéressant équilibre entre les extraits et le sucres peut être observé.
Les terrains d’origine volcanique sont les plus appropriés pour la culture des cépages tels que le Gaganega et le Trebbiano di Soave.

## Culture de la vigne
Dans le cas des vignes plantées antérieurement à l’entrée en vigueur du cahier des charges actuel, la taille en pergola Véronèse est admise ; tandis que pour les vignes plantées après l’entrée en vigueur du décret ministériel d’11 juillet 2005, seule la taille en espalier simple peut être utilisée.
Le nombre des pieds par hectare est de 4 000 au minimum.
Toute pratique de forçage est interdite, tandis que l’irrigation secondaire est admise.
Le rendement maximal du raisin ne doit pas être supérieur à 10 tonnes par hectare.
Le titre alcoolique volumique naturel minimal des raisins destinés à la production du vin « soave superiore » doit être de 11 %vol.
Le rendement maximal du raisin en vin ne doit pas être supérieur à 70 %. Dans le cas où le rendement dépasse cette limite, l’excédent n’a pas droit à l’appellation AOC (DOCG). Au-delà de 75 %, le lot entier perd le droit à l’Appellation d’Origine Contrôlée.
Les vins « soave superiore  » et « soave superiore classico  » ne peuvent pas être mis à la consommation avant le 1er avril de l’année suivant la production.

## Vinification
- Taux d'alcool minimum du vin : 12 % vol. ;
- Acidité totale minimale : 4,5 g/l ;
- Résidu sec minimum : 19 g/l ;
- Sucres résiduels : max 6 g/l ;

## Dégustation
- Couleur : jaune paille, parfois avec des reflets verts et dorés ;
- Odeur : ample, caractéristique, florale ;
- Saveur : pleine et légèrement amère ; les produits vieillis en bois présentent une saveur plus intense et plus persistante, même de vanille.

Le «  soave superiore  »  est donc un vin blanc structuré, de couleur jaune intense, tout en conservant les reflets verdâtres typiques de Soave. Les fragrances fruitées et florales sont très fortes, et elles deviennent encore plus fortes au fil du temps. La bouche est pleine, ronde et intense, conservant de l'amertume en finale.